# Eugene Foss
Pour les articles homonymes, voir Foss.
Eugene Noble Foss (24 septembre 1858 - mort le 13 septembre 1939) est un homme politique américain.